# St. Theresien-Krankenhaus Nürnberg
Das St. Theresien-Krankenhaus Nürnberg gGmbH ist ein Akademisches Lehrkrankenhaus der Friedrich-Alexander-Universität Erlangen-Nürnberg in katholischer Trägerschaft. Angegliedert ist eine Berufsfachschule für Gesundheits- und Krankenpflege mit 75 Ausbildungsplätzen.
Die Klinik befindet sich in der Mommsenstraße 24 am Bahnhof Nürnberg Nordost. Es ist ein Haus der Grund- und Regelversorgung mit einer 24-Stunden Notfallambulanz.

## Geschichte

### Anfänge in den 1920er Jahren

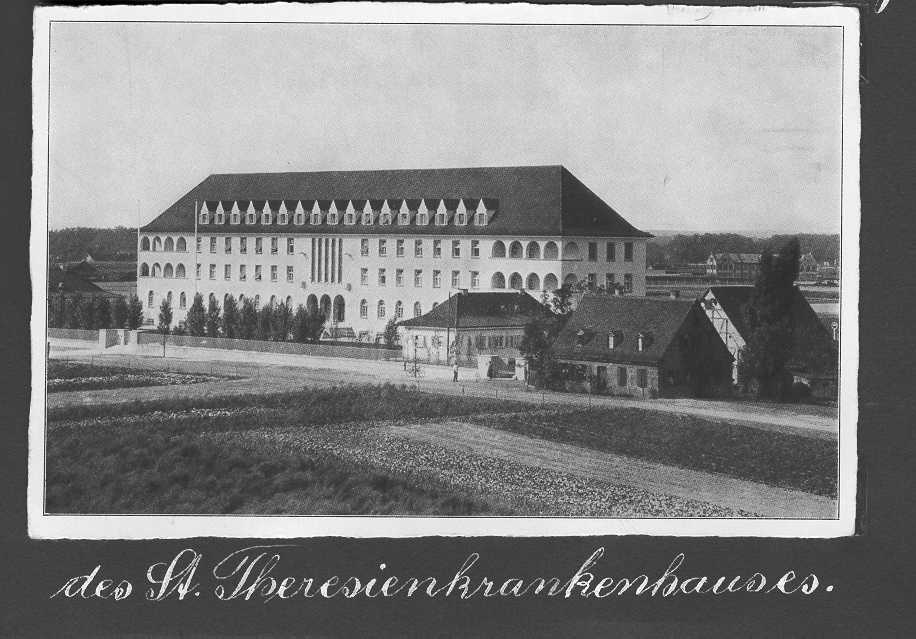
Am 22. Juli 1928 wurde das St. Theresien-Krankenhaus nach zweijähriger Bauzeit eingeweiht.

1921 wurde auf dem katholischen Kirchentag in Nürnberg der Bau eines katholischen Krankenhauses beschlossen. Bis heute ist das St. Theresien-Krankenhaus die einzige katholische Klinik in Nürnberg. Nach dem Beschluss gründete sich der Theresien-Krankenhaus-Bauverein. Für die Übernahme der Krankenpflege erklärte sich das Provinzmutterhaus der Niederbronner Schwestern in Neumarkt bereit. Inflation, Massenarbeitslosigkeit und eine prekäre politische Lage standen den Plänen zur Errichtung eines Krankenhauses allerdings im Wege. Das Provinzmutterhaus musste das Krankenhaus deshalb „auf eigene Wag und Gefahr“ errichten und somit Bau und Grunderwerb selbst finanzieren. 1926 begann der Bau des Krankenhauses. Am 22. Juli 1928 wurde das St. Theresien-Krankenhaus eingeweiht, zunächst als ein „chirurgisches Belegkrankenhaus“. 1929 genehmigte der Stadtrat Betten für die Innere Medizin und die Geburtshilfe.

### Kriegs- und Nachkriegszeit
Im Zweiten Weltkrieg musste das katholische Krankenhaus 100 Betten als Lazarett bereitstellen. Außerdem wurde ein Hochbunker errichtet, in dem bei Fliegerangriffen bis zu 1.000 Zivilisten Schutz suchten. Nach den schweren Luftangriffen auf Nürnberg am 2. Januar 1945 war der Krankenhausbetrieb nur noch im Bunker möglich. Dieser blieb aufgrund von steigenden Patientenzahlen bis 1990 belegt, wobei er später renoviert und aufgestockt wurde.

### Organisatorische Umbrüche in den 1970er Jahren
Zwischen 1971 und 1973 standen weitgehende Umstrukturierungsmaßnahmen bevor – unter anderem als Antwort auf gesundheitspolitische Reformen sowie auf die stark gesunkenen Entbindungsraten infolge des sogenannten „Pillenknicks“. Aus den belegärztlichen Fachgebieten der Chirurgie und der Inneren Medizin wurden Hauptabteilungen mit angestellten Ärzten unter chefärztlicher Leitung. Auch die Anästhesiologie und das neue Radiologische Institut wurden nun hauptamtlich geführt. Dagegen praktizierten in der Gynäkologie und Geburtshilfe, in der Orthopädie, in der Hals-Nasen-Ohren-Heilkunde sowie in der Urologie Belegärzte. Administrativen Aufgaben, die bis 1972 hauptsächlich Ordensschwestern erledigt hatten, übernahmen nun weltliche Fachkräfte. Seit dem 1. Juli 1980 ist das St. Theresien-Krankenhaus eine gemeinnützige Gesellschaft mit beschränkter Haftung.

### Erweiterung und Generalsanierung

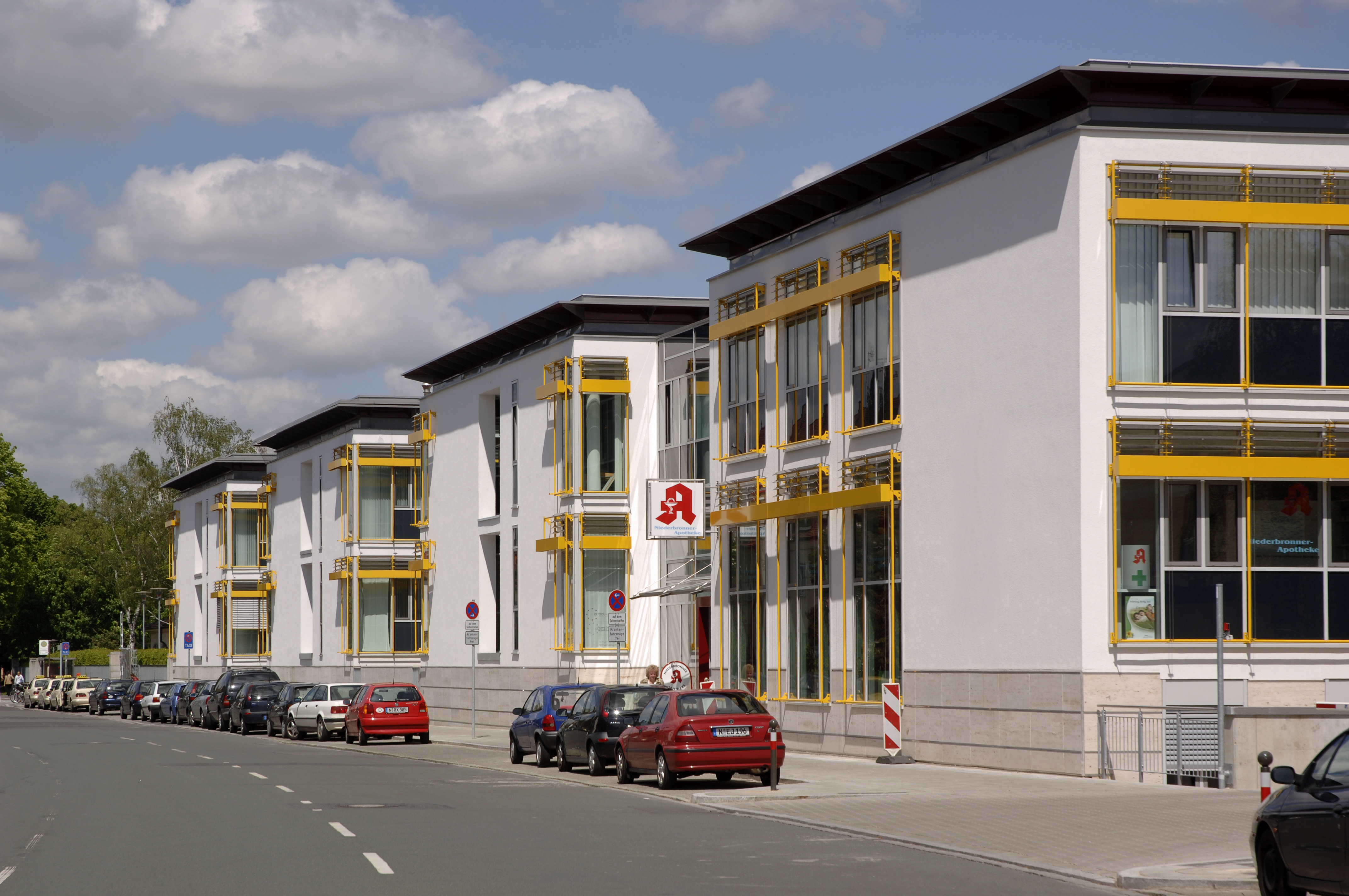
Die Pavillons entlang der Mommsenstraße sind baulich mit dem St. Theresien-Krankenhaus verbunden.

Weite Teile des Krankenhauses entsprachen noch in den 70er Jahren dem Zustand der Nachkriegszeit. Deshalb begann man 1984 mit umfangreichen Arbeiten am Gebäudekomplex. Ein viertes Haus wurde unter anderem für Operationssäle und für eine Intensivstation errichtet. Die anderen drei Bauabschnitte wurden generalsaniert. Große Beeinträchtigungen für den laufenden Betrieb entstanden vor allem durch die Entkernung des Bunkers 1990. Während der Generalsanierung wurden an der Grundstücksgrenze zur Mommsenstraße Pavillons gebaut, in die Arztpraxen einziehen konnten. Nach insgesamt 14 Jahren Bau- und Sanierungszeit wurde 1999 der Abschluss der Gesamtsanierung gefeiert.

## Kliniken
Das St. Theresien-Krankenhaus Nürnberg verfügt über sechs chefärztlich geführte Kliniken:
- Klinik für Unfallchirurgie und Orthopädie
- Klinik für Allgemein- und Viszeralchirurgie
- Medizinische Klinik mit Geriatrischer Rehabilitation
- Urologische Klinik
- Klinik für Anästhesiologie und operative Intensivmedizin
- Frauenklinik

## Angegliederte medizinische Einrichtungen

### Medizinische Versorgungszentren
Das Medizinische Versorgungszentrum (MVZ) St. Theresien Nürnberg gGmbH wurde 2016 gegründet und ist eine hundertprozentige Tochter des St. Theresien-Krankenhauses. Dort finden ambulante Behandlungen der Fachgebiete „Orthopädie und Sportmedizin“ sowie „Gynäkologie und Geburtshilfe statt.“
Eine weitere hundertprozentige Tochter ist die Urologie 24. Dieses überörtliche MVZ hat unter anderem einen Standort an der Mommsenstraße 22.
Ebenfalls am St. Theresien-Krankenhaus ansässig ist das MVZ für Pathologie.

### Belegärztliche Abteilungen
Niedergelassene Fachärzte (Belegärzte) operieren und betreuen im St. Theresien-Krankenhaus ihre Patienten. Belegärzte folgender Fachgebiete behandeln in der Klinik:
- Hals-Nasen-Ohren-Heilkunde
- Mund-Kiefer-Gesichtschirurgie
- Plastische Chirurgie
- Strahlentherapie
- Radiojod-Therapie
- Gynäkologie

### Praxiskliniken und weitere Kooperationspartner
In den angegliederten Pavillons in der Mommsenstraße 22 befinden sich Facharztpraxen, mit denen das Krankenhaus kooperiert:
- Praxis für Strahlentherapie
- Neurochirurgische Praxis
- Dialysezentrum Nürnberg

Der Medical Park St. Theresien, ebenfalls in der Mommsenstraße 22, ist ein Gemeinschaftsprojekt des St. Theresien-Krankenhauses und der Medical Park Klinikgruppe. Während und nach dem stationären Aufenthalt werden Patienten in den Bereichen Physiotherapie, Ergotherapie und Manuelle Therapie ambulant oder auf den Stationen versorgt.

### Fachübergreifende Zentren
Unter dem Dach des St. Theresien-Krankenhaues befinden sich folgende Zentren:
Im Interdisziplinären Schilddrüsenzentrum betreuen Nuklearmediziner, Chirurgen, Endokrinologen, Strahlentherapeuten, Augenärzte und HNO-Ärzte gemeinsam alle Formen von Schilddrüsenerkrankungen.
Das Prostatazentrum Mittelfranken stellt eine Zusammenarbeit von urologischen und strahlentherapeutischen Facharztpraxen dar. Am Standort St. Theresien-Krankenhaus sind in diesem Rahmen die Urologie 24 sowie die Praxis für Strahlentherapie vertreten.
Das Brustzentrum Nürnberg ist eine Kooperation des MVZ St. Theresien Nürnberg, der Praxis für Strahlentherapie, verschiedener niedergelassener Gynäkologen und Onkologen sowie des Radiologisch-Nuklearmedizinischen Zentrums (RNZ). Letzteres befindet sich direkt im Krankenhaus und bietet radiologische Verfahren für Erwachsene und Kinder.

## Ausbildung
Als Akademisches Lehrkrankenhaus der Friedrich-Alexander-Universität Erlangen-Nürnberg bietet die Klinik an der Mommsenstraße Plätze für Famulaturen und das Praktische Jahr (PJ). Außerdem ist dem Krankenhaus eine Berufsfachschule für Gesundheits- und Krankenpflege mit insgesamt 75 Plätzen angeschlossen. Die Ausbildung beginnt jedes Jahr zum 14. September und endet jeweils nach drei Jahren zum 13. September. Krankenpflegeschüler haben die Möglichkeit, parallel zur Krankenpflegeausbildung die Fachhochschulreife zu erlangen. Das St. Theresien-Krankenhaus bietet zudem jeden Oktober Plätze für die dreijährige Ausbildung zur Operationstechnischen Assistenz (OTA).

## Träger
Träger des St. Theresien-Krankenhauses ist die TGE gTrägergesellschaft mbH für die Einrichtungen der Schwestern vom Göttlichen Erlöser (Niederbronner Schwestern) der Provinz Deutschland, die in Neumarkt/Oberpfalz ihren Sitz hat.
Der TGE-Einrichtungsverbund umfasst dreizehn Standorte in Deutschland und Österreich mit rund 2.250 Mitarbeitern und einem Umsatzvolumen von rund 115 Millionen Euro. Er ist tätig in den Bereichen Gesundheit, Altenhilfe und Pflege sowie Bildung.
In den verschiedenen Einrichtungen werden jährlich mehr als 40.000 Menschen betreut, unterrichtet oder medizinisch behandelt. Der Einrichtungsverbund bietet in seinen zwei Krankenhäusern mit angeschlossenen Ambulanzen Patienten medizinische Leistungen, er führt acht Altenhilfe- und Pflegeeinrichtungen mit etwa achthundert Plätzen und erbringt zusätzlich Leistungen im Betreuten Wohnen. Er betreibt darüber hinaus fünfzehn Schulen, Kindertagesstätten und Horteinrichtungen an drei Standorten in Deutschland und Österreich.
Der Sitz der Provinz Deutschland und Österreich der Kongregation der Schwestern vom Göttlichen Erlöser (Niederbronner Schwestern) befindet sich in Nürnberg in unmittelbarer Nachbarschaft zum St. Theresien-Krankenhaus in der Oedenberger Straße.